# Sorin Oprescu

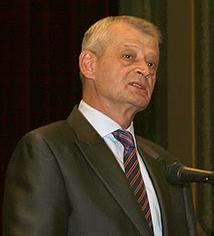
Sorin Oprescu in 2009

Sorin Mircea Oprescu (Boekarest, 7 november 1951) is een Roemeens arts en politicus. Van 2008 tot juni 2016 was hij burgemeester van Boekarest.

## Loopbaan
Oprescu studeerde medicijnen in Boekarest van 1973 tot 1978 en werd chirurg. In 1981 promoveerde hij en van 1994 tot 2000 was hij manager van de Universiteits ziekenhuis in Boekarest waarna hij professor werd aan Carol Davila Medische Universiteit. Hij zou de persoonlijke arts van Ion Iliescu zijn geweest.. In 1990 werd hij lid van de PSD (toen nog PDSR). Hij was adviseur bij het Ministerie van gezondheidszorg van 1992 tot 1993 en adviseur bij de gemeente Boekarest van 1996 tot 2000. 
Hij werd senator namens Boekarest voor de PSD van 2000 tot 2008 en werd aangesteld als vice-president van de senaatscommissie voor gezondheidszorg. In 2006 werd hij president van de Boekarest afdeling van de PSD. Toen de PSD weigerde hem voor te dragen als kandidaat voor de burgemeestersverkiezingen van Boekarest stapte hij in april uit de partij. Twee maanden later, op 24 juni, stapte hij ook uit de senaat. Hij ging verder als onafhankelijke kandidaat en versloeg zijn tegenkandidaat Vasile Blaga nadat hij zich verzekerd zag van steun van de PSD en de PNL leden. Alleen PSD-burgemeester van Boekarest sector 2 Neculai Onţanu en de burgemeester van sector 5 Marian Vanghelie gaven aan dat ze Vasile Blaga steunden. In 2009 deed hij als onafhankelijk kandidaat ook een gooi naar het presidentschap maar verkreeg niet meer dan 3% van de stemmen. In 2012 won hij weer mee als onafhankelijk kandidaat in de burgemeestersverkiezingen van Boekarest onder de vleugels van de Sociaal Liberale Unie (PSD, PNL en PC) die zelf geen kandidaat in brachten.
Op 6 september 2015 werd Sorin Oprescu gearresteerd op verdenking van corruptie.. Bij de lokale verkiezingen van 19 juni 2016 stelde hij zichzelf niet kandidaat voor het burgemeesterschap. Op 14 mei 2019 werd hij door de rechtbank van Boekarest schuldig voor aannemen van steekpenningen, het opzetten van een criminele organisatie en misbruik en kreeg vijf jaar en vier maanden gevangenis. In hoger beroep op 13 mei 2022 werd zijn straf verzwaard tot tien jaar en acht maanden. Hij vluchtte voor zijn arrestatie naar Griekenland waar hij op 17 mei alsnog gearresteerd werd. De Griekse rechtbank verbood echter uitlevering naar Roemenië op grond van het ondermaatse gevangenisregime aldaar. Oprescu is op borgtocht vrij.

## Verkiezingsresultaten burgemeestersverkiezingen Boekarest
| jaar | eerste ronde     | tweede ronde     | resultaat                   |
| ---- | ---------------- | ---------------- | --------------------------- |
| 1998 | 111,759 (19.3%)  | niet behaald     | verloren van Viorel Lis     |
| 2000 | 260,689 (41.16%) | 353,038 (49.31%) | verloren van Traian Băsescu |
| 2008 | 164,219 (30.12%) | 315,981 (56.55%) | gewonnen van Vasile Blaga   |
| 2012 | 430,512 (56,67%) |                  |                             |